# Summa de arithmetica, geometria, de proportioni et de proportionalita
 (mars 2022).

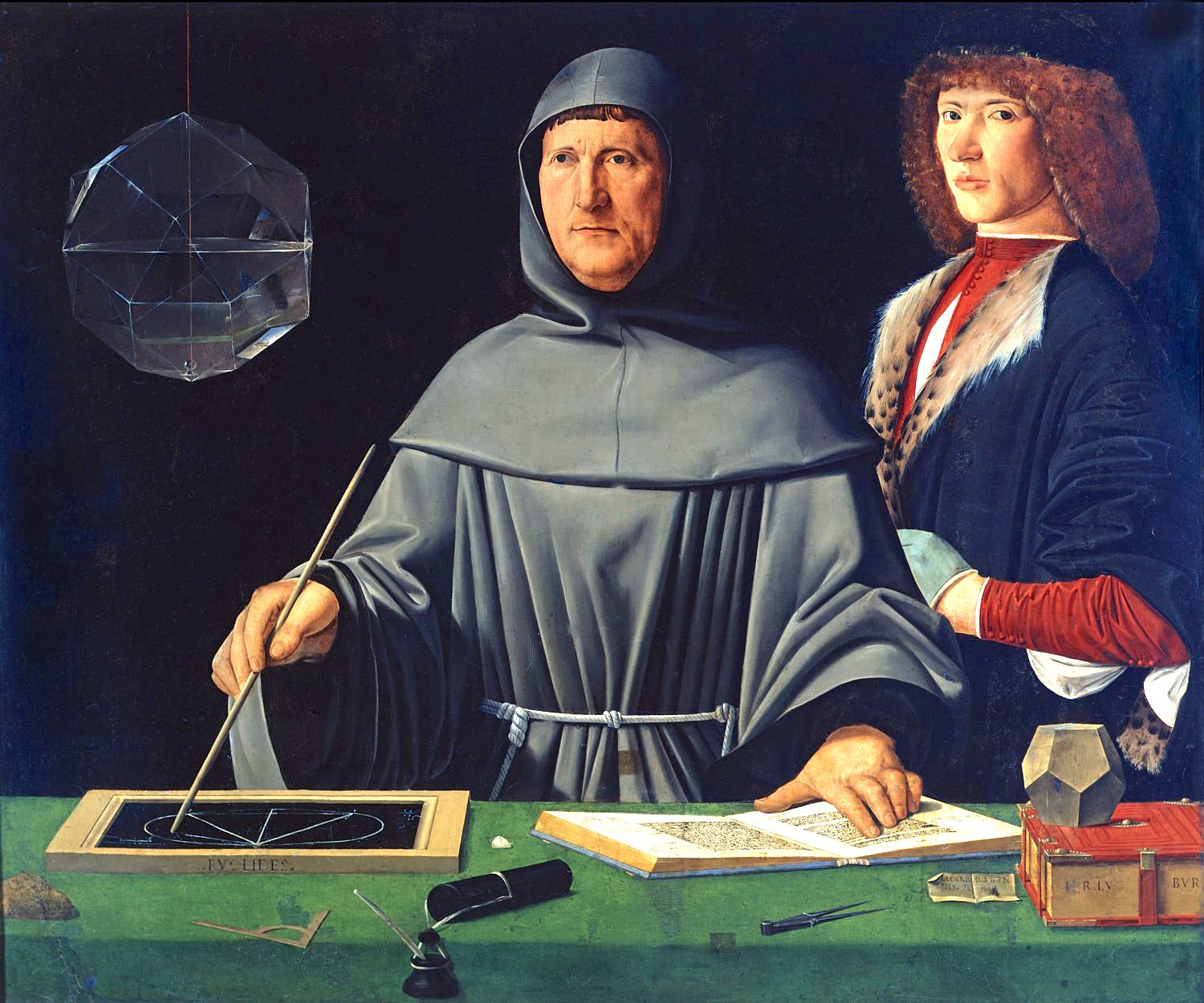
Portrait de Luca Pacioli (1445–1517) avec un étudiant (attribué à Jacopo de' Barbari).

Summa de arithmetica, geometria, de proportioni et de proportionalita est un ouvrage du moine mathématicien italien Luca Pacioli, publié à Venise en 1494.

## Histoire
Summa de arithmetica, geometria, de proportioni et de proportionalita  est paru entre le 10 et 20 novembre 1494 à Venise. C'est une œuvre de 624 pages qui parle de l'ensemble des connaissances mathématiques à cette époque. Elle se divise en 4 parties : Les 7 premiers chapitres traitent de l'arithmétique. Le suivant traite de l'algèbre. La neuvième aborde la comptabilité. Et enfin la dernière parle de la géométrie pratique .  

## Contenu
Comme dit précédemment chacune des parties parle d'un domaine des mathématiques en particulier, voici les thèmes abordées dans chacune de ses parties : 
- Arithmétique : dans cette partie du livre Luca Pacioli propose huit méthodes de multiplications. Une se nomme : la multiplication en "échiquier". Elle consiste à utiliser la main pour mémoriser les retenues au lieu de les écrire en petit à côté du calcul. En voici une image pour mieux visualiser cette technique[2]. Ou encore celle en « Châtelet » consiste à faire la méthode n°1 mais à l'envers et utiliser les modulos (détail de cette technique)[3].
- Algèbre : la méthode Repiego qui se traduit par : si A = ab alors AB = (aB)b. Cette méthode vise à montrer que le « repiego » d'un nombre est la décomposition de ce nombre en produit de deux autres nombres qu'on appelle ses « repieghi ».' La méthode « Décapitation » est très semblable à la précédente sauf que c'est une décomposition en somme de produit qui se traduit par : si A = a + b + c + d alors AB = aB + bB + cB + dB.
- La comptabilité : C'est dans cette partie qu'il y aura la présentation de la règle des 72. Il y a aussi l'apparition des tableaux à doubles entrées qui vont perdurer jusqu'à notre époque, elle sera d'abord appelée « méthode vénitienne ».
- La géométrie pratique : On peut le voir sur une peinture avec ce qui semble être un livre de géométrie Euclidienne[4] qu'il a donc dû intégrer à son œuvre.